# Het naderende noodlot
Het naderende noodlot is een stripverhaal uit de reeks van Suske en Wiske. Het is onderdeel van een reeks van zes bijzondere albums ter gelegenheid van de zeventigste verjaardag van Suske en Wiske.
Deze reeks werd mogelijk gemaakt door Het Laatste Nieuws en dit verhaal werd geschreven door Staf Coppens. Het werd uitgebracht op 17 oktober 2015. Een belangrijk deel van de opbrengst ging naar SOS Kinderdorpen.

## Personages
In dit verhaal spelen de volgende personages mee:
- Suskosaurus, Wiskosaurus met Schanullosaurus, Sidonialophus, Lambikotops, Jeromosaurus Rex, Professaurus Barabasaurus, Crimsonodactyl, dinosaurussen, academiestudenten, docent, Willy Vandersteen, stratenmakers, medewerker van de krant

## Locaties
Dit verhaal speelt zich af op de volgende locaties:
- Safehoek[2], Antwerpen met de Seefhoek

## Verhaal
Suskosaurus en Wiskosaurus zien een nieuwe ster aan het firmament en hij lijkt groter te zijn als de vorige dag. Ze vermoeden dat het een tweede zon wordt voor in de nacht. Alhoewel ze ver weg wonen van vulkanen en hongerige vleeseters, helpt het wonen op de Safehoek niet tegen een vallende ster. Ze komen Lambikotops tegen, hij is kunstenaar geworden en Jeromosaurus haalt stenen voor hem. De stenen komen uit de grot van Angelasaurus, ze is het woud ingegaan nadat ze een soortgenoot van Jeromosaurus tegenkwam. Deze tyranosaurus is echter geen vegetariër zoals Jeromosaurus. Lambik heeft futuristische beelden gemaakt. Dan roept Crimsonodactyl alle bewoners bijeen en hij voorspelt dat het laatste uur geslagen heeft. Hij vertelt dat hij op een van zijn vluchten gezien heeft dat de vallende ster een vuurdraak is. Om te voorkomen dat hij alles in vuur en vlam zet, moeten de bewoners van Safehoek hem eten geven. Daarvoor hebben de bewoners al voedsel gegeven voor de grondmonsters tegen een aardbeving en daarvoor aan de lavamonsters. Suskosaurus en Wiskosaurus geloven deze voorspelling niet en gaan naar Barabasaurus.

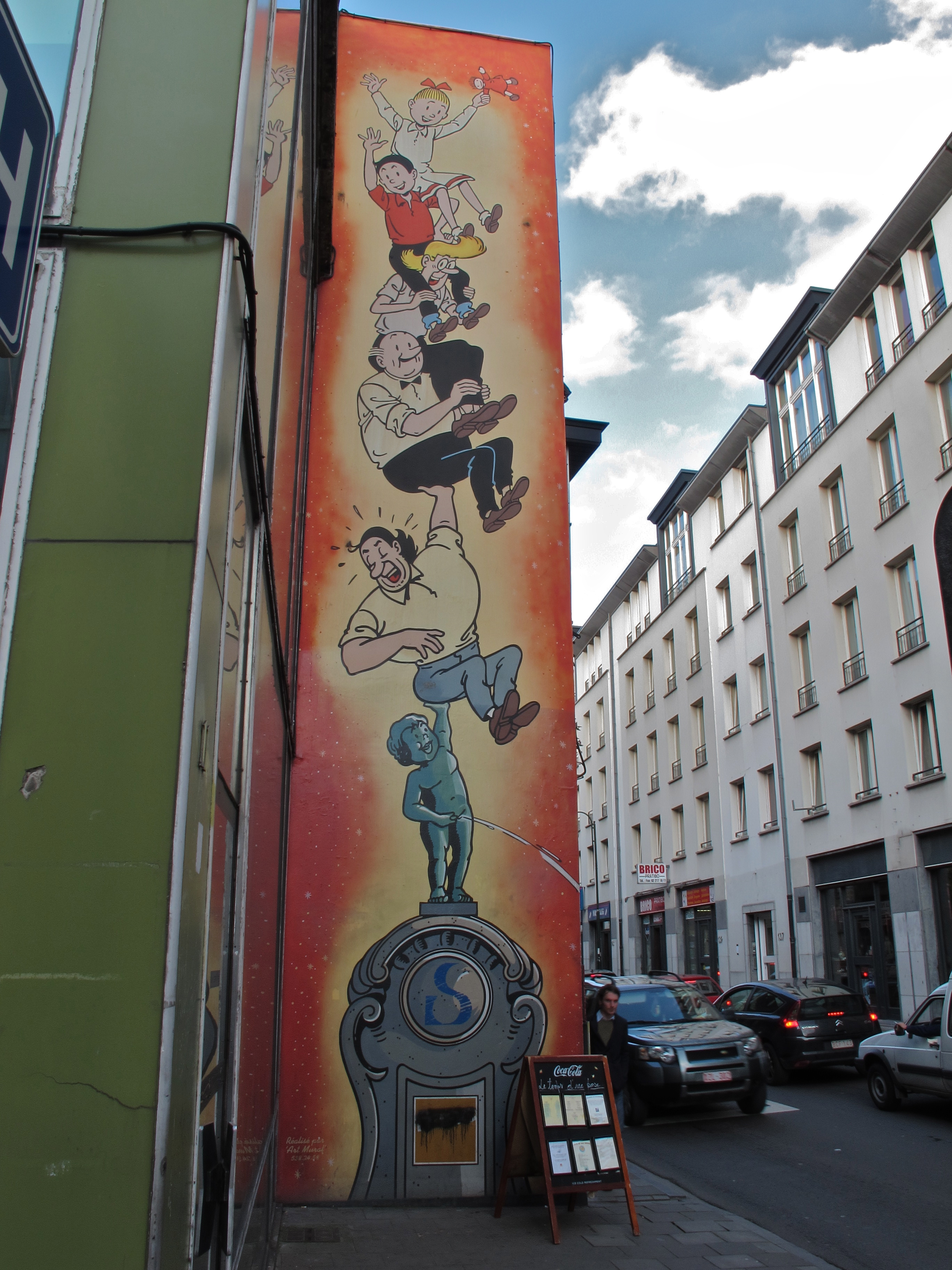
Een variatie op de toren van de vrienden

Barabasaurus legt uit dat het woud een platte schijf is die op het water drijft. Deze schijf is omgeven door sterren die zoals de zon zijn. Ze hangen aan draadjes, maar soms brand een draadje door en dan valt de ster op het woud. Suskosaurus en Wiskosaurus besluiten te gaan schuilen in de grot van Angelasaurus. Lambikotops en Jeromosaurus richten deze grot in als schuilkelder. De andere dinosaurussen horen dat Crimsondactyl hen voor de gek houdt en ze willen ook een schuilplaats. Jeromosaurus maakt de grot groter, zodat er 500 dinosaurussen in kunnen schuilen. De dinosaurussen nemen voedsel mee en waarschuwen Crimsonosaurus om weg te vliegen voor de vuurbal neerkomt. Als Wiskosaurus de grot binnen wil gaan, pakt Crimsonosaurus haar Schanullosaurus af. Jeromosaurus gooit een beeldje van Lambikosaurus naar Crimsonosaurus en deze raakt bewusteloos. Crimsonosaurus hangt in een boom met Schanullosaurus in zijn bek.
Jeromosaurus tilt zijn vrienden op zodat een toren ontstaat en het lukt om Schanullosaurus te pakken. De vrienden vluchten de grot in en de vallende ster komt neer in het woud. De meteoriet hulde de planeet jarenlang in duisternis en vierenzestig miljoen jaar later, in 1930, zijn academiestudenten aan het tekenen in Antwerpen. Ze tekenen bijna allemaal de in aanbouw zijnde toren, maar Willy geeft de voorkeur voor de oude Seefhoek. Er wordt een plein opnieuw bestraat met kasseien en dan zien de werkmannen voorhistorische monsters. Ze besluiten de kuil snel dicht te maken, voor de archeologische dienst de werken stil legt. Willy tekent zo veel mogelijk dinosaurusfossielen na voor het kerkplein weer is aangelegd. Willy legt de tekeningen in een kast en leest jaren laten een Amerikaans blad. Hij vindt de getekende stripjes erg leuk en gaat elf stripverhalen tekenen. Hij krijgt de kans een eigen stripreeks te beginnen en vindt de tekeningen van de fossielen terug. In de krant van 30 maart 1945 verschijnt een avontuur van Wiske met Rikki. De Vlaamse lezers zijn meteen fan en er zullen nog vele albums volgen.